# Рептилии (литография)
«Рептилии» — литография голландского художника Эшера. Впервые работа была напечатана в марте 1943 года.
На ней изображён стол с расположенными на нём предметами и рисунком рептилий, собранных в виде мозаики. Рептилии оживают, ползают по кругу по предметам, расположенным на столе, и в конечном итоге возвращаются обратно в плоский рисунок.
На столе расположены обычные предметы — книги (та, по которой ползёт рептилия — учебник по зоологии), посуда, горшок с цветами, среди них выделяется металлический додекаэдр, на который рептилии поднимаются. Ящерицы маленького размера, но не кажутся безобидными, имеют настоящие клыки. Одна из рептилий, сидящая на грани додекаэдра, выпускает пар из ноздрей.
Для создания этой картины художник использовал фигурку из пластилина, которую передвигал по столу.